# Straßenbahn Magdeburg
Die Straßenbahn Magdeburg verkehrt auf einem etwa 64 Kilometer langen Streckennetz in der sachsen-anhaltischen Landeshauptstadt Magdeburg. Anfang 2025 verkehrten auf neun Linien 104 Straßenbahnfahrzeuge (davon 11 Beiwagen). Betrieben wird die Straßenbahn Magdeburg seit 1999 von der Magdeburger Verkehrsbetriebe GmbH.

## Geschichte bis 1989

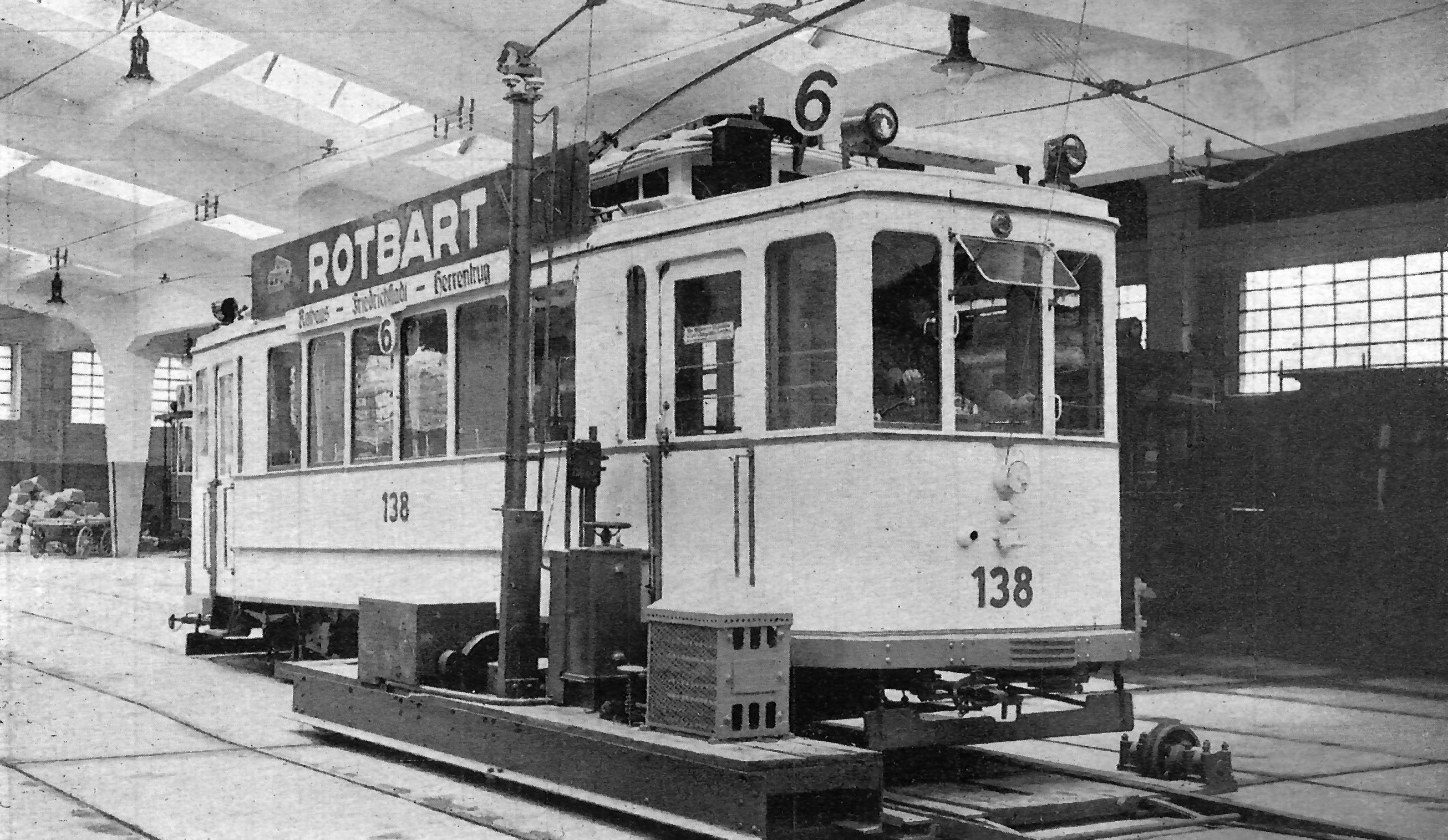
Straßenbahnwagen in einem Depot in den 1920er Jahren

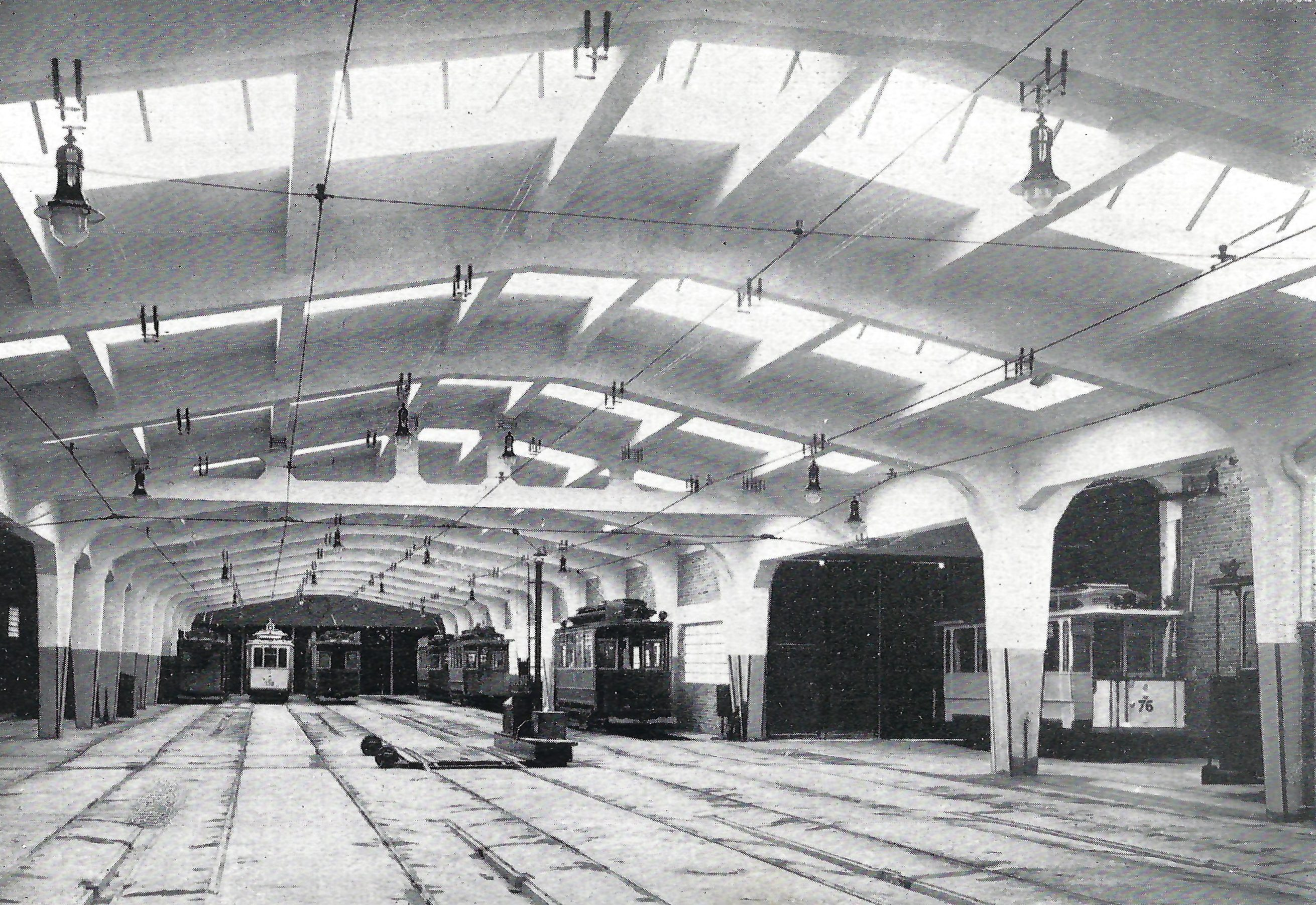
Straßenbahndepot in den 1920ern

Der Straßenbahnverkehr wurde 1877 mit einer Pferdebahn von der Magdeburger Pferde-Eisenbahn-Gesellschaft aufgenommen. 1886 folgte die erste Dampfbahnlinie der Magdeburger Trambahn-Actien-Gesellschaft. Die beiden Unternehmen schlossen sich 1887 unter dem Namen Magdeburger Straßen-Eisenbahn-Gesellschaft MSEG zusammen. In den Folgejahren wurde das Streckennetz weiter ausgebaut. Am 18. Juli 1899 wurde auf der Strecke Olvenstedter Straße – Alter Markt – Großer Werder der elektrische Betrieb aufgenommen. Bereits eineinhalb Jahre später war das gesamte Netz der Pferdebahnen elektrifiziert. In diesem Zeitraum erfolgte auch eine Netzerweiterung durch den Bau einer Ringlinie um die Altstadt.
Zum Ende des Zweiten Weltkrieges wurde 1945 die Hauptwerkstatt durch Bombenangriffe zerstört sowie Netz und Fahrzeuge stark geschädigt. Erste Neubaufahrzeuge gingen ab 1949/51 in Betrieb. In den 1960er Jahren wurde der schaffnerlose Betrieb eingeführt. Fahrscheine erhielt man nun bis zur Einführung von Lochentwertern im Jahr 1976 aus Zahlboxen. 1969 konnten die ersten Tatra-Straßenbahnen vorgestellt werden, sie ersetzen bis 1978 alle älteren Fahrzeuge, so dass Magdeburg als erster Straßenbahnbetrieb der DDR einen typenreinen Tatra-Wagenpark vorweisen konnte. Außerdem wurden auch einige Neubaustrecken in Betrieb genommen - 1975 zum Neubaugebiet Neustädter See, 1979 ins Industriegebiet Rothensee und 1984 zum Neubaugebiet Neu-Olvenstedt. 1989 fuhren 12 Straßenbahnlinien im Stadtgebiet.

## Entwicklung seit 1990
Neu in Betrieb genommen wurden die Straßenbahnstrecken 1991 zur Lerchenwuhne (heute IKEA), 1992 zwischen Südring und Westring sowie 2004 auf dem Europaring und in der Listemannstraße. Die Sanierung der Strecke entlang des Nordbrückenzugs im Jahr 1998 glich einem Neuaufbau. Demgegenüber stehen die Einstellung der Strecke zur Hermann-Gieseler-Halle aufgrund der Eröffnung der Westring-Strecke und in der Walter-Rathenau-Straße durch die Eröffnung der Strecke in der Listemannstraße.
Bis Dezember 2012 wurde die Leipziger Straße ausgebaut und die Strecke Leipziger Chaussee – Reform über das Einkaufszentrum Bördepark neu eröffnet.
Im August 2018 konnte die Strecke durch die Wiener Straße zur Nutzung freigegeben werden, im Dezember 2020 folgten die Verlängerung und der Lückenschluss bis zur Warschauer Straße.
Im November 2021 konnte die Straßenbahntrasse in den Kannenstieg in Betrieb gehen, die Eröffnung verschob sich um fast drei Monate.

### Liniennetzneuordnung 2015
Am 28. Mai 2015 gaben die Magdeburger Verkehrsbetriebe bekannt, dass es am 13. Juli 2015 zu einer großen Liniennetzneuordnung kommen wird.
Nötig war diese durch den Umbau des Hauptbahnhofs und der angrenzenden Verkehrsführung in der Ernst-Reuter-Allee geworden, infolgedessen dieser Streckenabschnitt nur noch eingleisig in beide Richtungen befahrbar war. Seit dem 27. August 2020 ist der Streckenabschnitt nach dreijähriger Vollsperrung wieder zweigleisig befahrbar, wenn auch bis Dezember 2022 nur mit Umfahrung des City Carrés.
Der nächtliche Straßenbahnbetrieb hingegen wurde eingestellt, stattdessen gibt es ein neues Nachtbusnetz NACHTAKTIV, bestehend aus den Buslinien N1 bis N8 und der Rufbuslinie N9, wobei zu beachten ist, dass der Tagesverkehr bis 23:00 Uhr verlängert wurde. Dennoch verkehren durch Bauarbeiten Nachtbuslinien als Straßenbahnen.

## Liniennetz

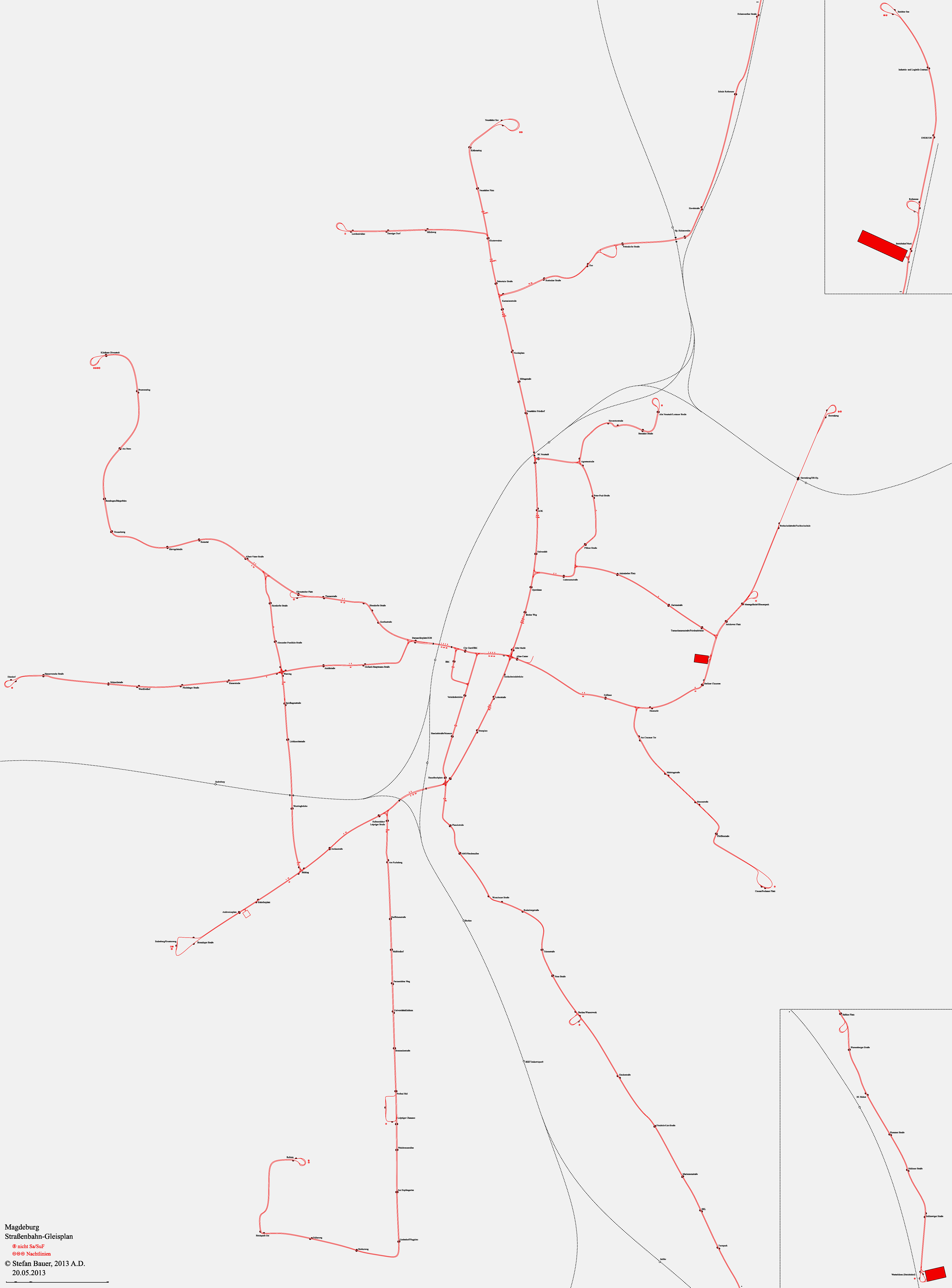
Gleisplan 2013

Zurzeit werden 9 Tageslinien betrieben.

### Tagesverkehr
Seit dem 4. Oktober 2024 gilt folgendes Liniennetz:
| Linie | Linienweg (mit wichtigen Haltestellen) |
| ----- | --- |
| 1     | Kannenstieg – Kastanienstraße – Alter Markt – City Carré – Hauptbahnhof Nord – Westring – Südring – Sudenburg |
| 2     | Westerhüsen – Buckau (Wasserwerk) – Hasselbachplatz – Domplatz – Alter Markt – Opernhaus – Alte Neustadt (Lostauer Straße) |
| 3     | Klinikum Olvenstedt – Westring – Südring – Am Fuchsberg – Leipziger Chaussee (– Reform) nur Einzelfahrten in Schwachverkehrszeiten nach Reform |
| 4     | Klinikum Olvenstedt – Olvenstedter Platz – Hauptbahnhof Nord – Allee-Center – Cracau |
| 5     | Klinikum Olvenstedt – Olvenstedter Platz – Hauptbahnhof Nord – Allee-Center – Messegelände/Elbauenpark |
| 6     | Diesdorf – Westring – Hauptbahnhof Nord – Alter Markt – Opernhaus – Messegelände/Elbauenpark – Herrenkrug |
| 8     | Westerhüsen – Buckau (Wasserwerk) – Hasselbachplatz – Domplatz – Alter Markt – Opernhaus – Neustädter See nur Einzelfahrten im Schülerverkehr |
| 9     | Reform – Leipziger Chaussee – S-Bahnhof Buckau/Puppentheater – Hasselbachplatz – Domplatz – Alter Markt – Opernhaus – Kastanienstraße – Neustädter See |
| 10    | Sudenburg – Südring – S-Bahnhof Buckau/Puppentheater – Hasselbachplatz – Domplatz – Alter Markt – Opernhaus – Kastanienstraße – Pettenkoferstraße (– Rothensee) – Barleber See von 6 – 18 Uhr werktags nur alle 20 Minuten ab Rothensee bis zum Barleber See |

### Takte und Einsatzzeiten
Alle Linien (außer die Linien 3, 5 und 8) verkehren nach folgendem Takt:
| Wochentage       | 4:30 – 6:00 Uhr | 6:00 – 7:00 Uhr | 7:00 – 8:00 Uhr | 8:00 – 10:00 Uhr | 10:00 – 11:00 Uhr | 11:00 – 18:00 Uhr | 18:00 – 23:00 Uhr |
| ---------------- | --------------- | --------------- | --------------- | ---------------- | ----------------- | ----------------- | ----------------- |
| Montag – Freitag | 20 min          | 10 min          | 10 min          | 10 min           | 10 min            | 10 min            | 20 min            |
| Samstag          | 30 min          | 30 min          | 20 min          | 20 min           | 20 min            | 15 min            | 20 min            |
| Sonn- & Feiertag | kein Betrieb    | 30 min          | 30 min          | 30 min           | 20 min            | 20 min            | 20 min            |

Die Linien 3 und 5 fahren in folgendem Takt:
| Wochentage       | 4:30 – 7:00 Uhr         | 7:00 – 8:00 Uhr         | 8:00 – 11:00 Uhr        | 11:00 – 18:00 Uhr                      | 18:00 – 21:00 Uhr       | 21:00 – 23:00 Uhr       |
| ---------------- | ----------------------- | ----------------------- | ----------------------- | -------------------------------------- | ----------------------- | ----------------------- |
| Montag – Freitag | 20 min                  | 20 min                  | 20 min                  | 20 min                                 | 20 min                  | 20 min                  |
| Samstag          | 3 30 min 5 kein Betrieb | 3 20 min 5 kein Betrieb | 3 20 min 5 kein Betrieb | 3 30 min 5 30 min                      | 3 20 min 5 kein Betrieb | 3 20 min 5 kein Betrieb |
| Sonn- & Feiertag | kein Betrieb            | 3 30 min 5 kein Betrieb | 3 30 min 5 kein Betrieb | 3 20 min (ab 10:00 Uhr) 5 kein Betrieb | 3 20 min 5 kein Betrieb | 3 20 min 5 kein Betrieb |

In den Sommer- und Weihnachtsferien verkehren alle Linien werktags außer die Linie 8 zwischen 6 und 18 Uhr nur im 15-Minuten-Takt, ansonsten analog dem Normalfahrplan. Die Linie 8 verkehrt in dieser Zeit nicht.

### Nachtverkehr
Im Zuge der Liniennetzneuordnung am 13. Juli 2015 wurde das nächtliche Linienangebot komplett auf Busverkehr umgestellt. Bis dorthin wurden im abendlichen Anschlussverkehr die Linien 91 bis 96 geführt, die die Strecken der Tageslinien abdeckten.
Mit Stand September 2024 verkehren die Linien N2 und N8 als Straßenbahn. Die übrigen 7 Nachtlinien verkehren als Bus. Die Haltestelle „Alter Markt“ bildet den Nachtknoten im Nachtliniennetz.

### Sonstiger Verkehr
Bei sportlichen Großveranstaltungen wird die Verstärkerlinie 15 eingesetzt, die in der Regel zwischen Alter Markt und Arenen verkehrt. Beim Abtransport fährt die Linie 15 auch in die einwohnerstärksten Stadtteile, zum Beispiel Olvenstedt, Sudenburg und Reform.
Zu besonderen Anlässen verkehren die historischen Straßenbahnlinien 77 zwischen dem Museumsdepot Sudenburg und dem Herrenkrug bzw. der Hauptwerkstatt, sowie die Linie 99 zwischen Sudenburg und Bahnhof Magdeburg-Neustadt. Gelegentlich werden historische Fahrzeuge auch als Linie 22 ausgeschildert.

## Fahrzeuge

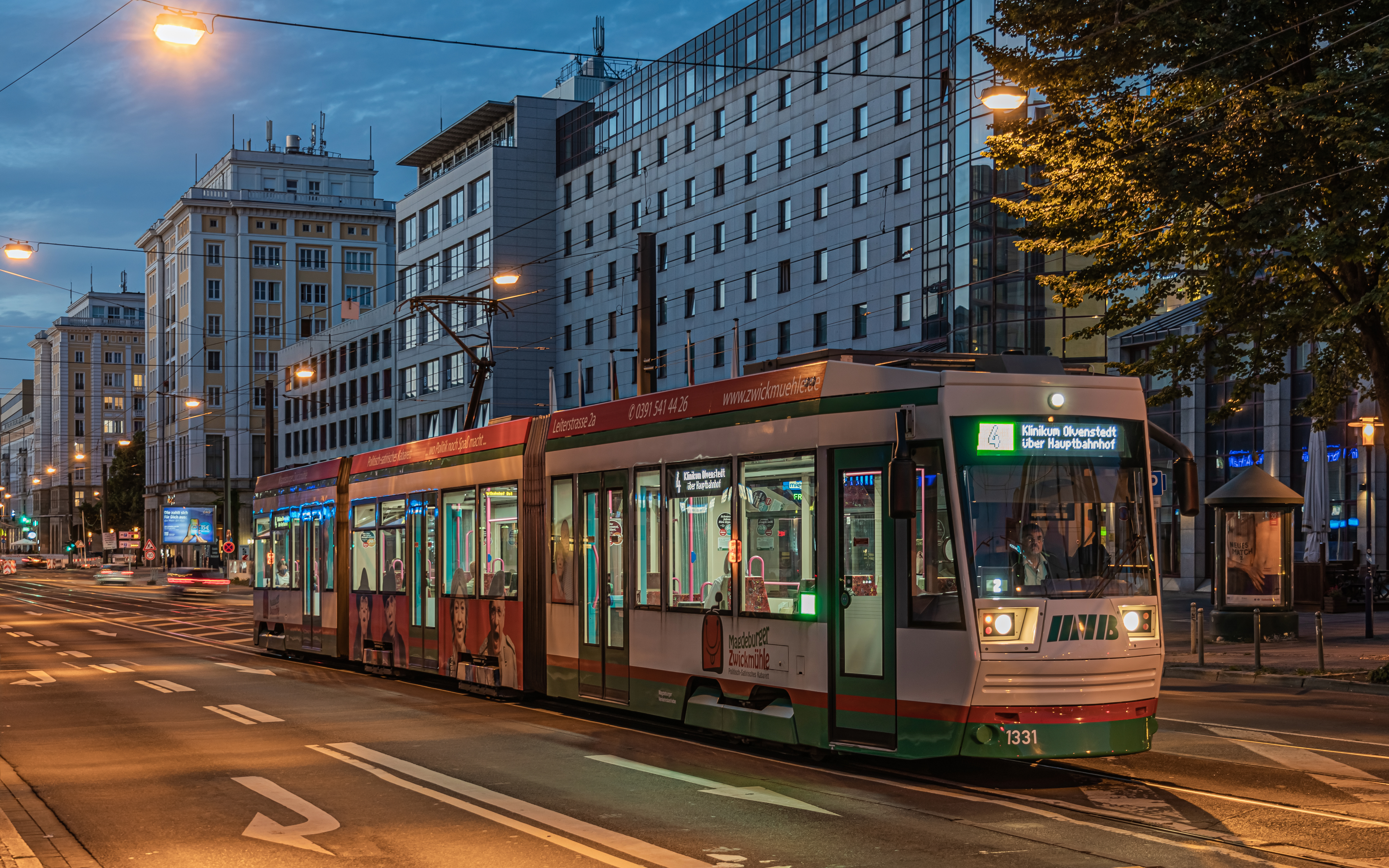
NGT 8D-Doppelgelenkwagen an der Otto-von-Guericke-Straße in der Nähe des Hauptbahnhofs

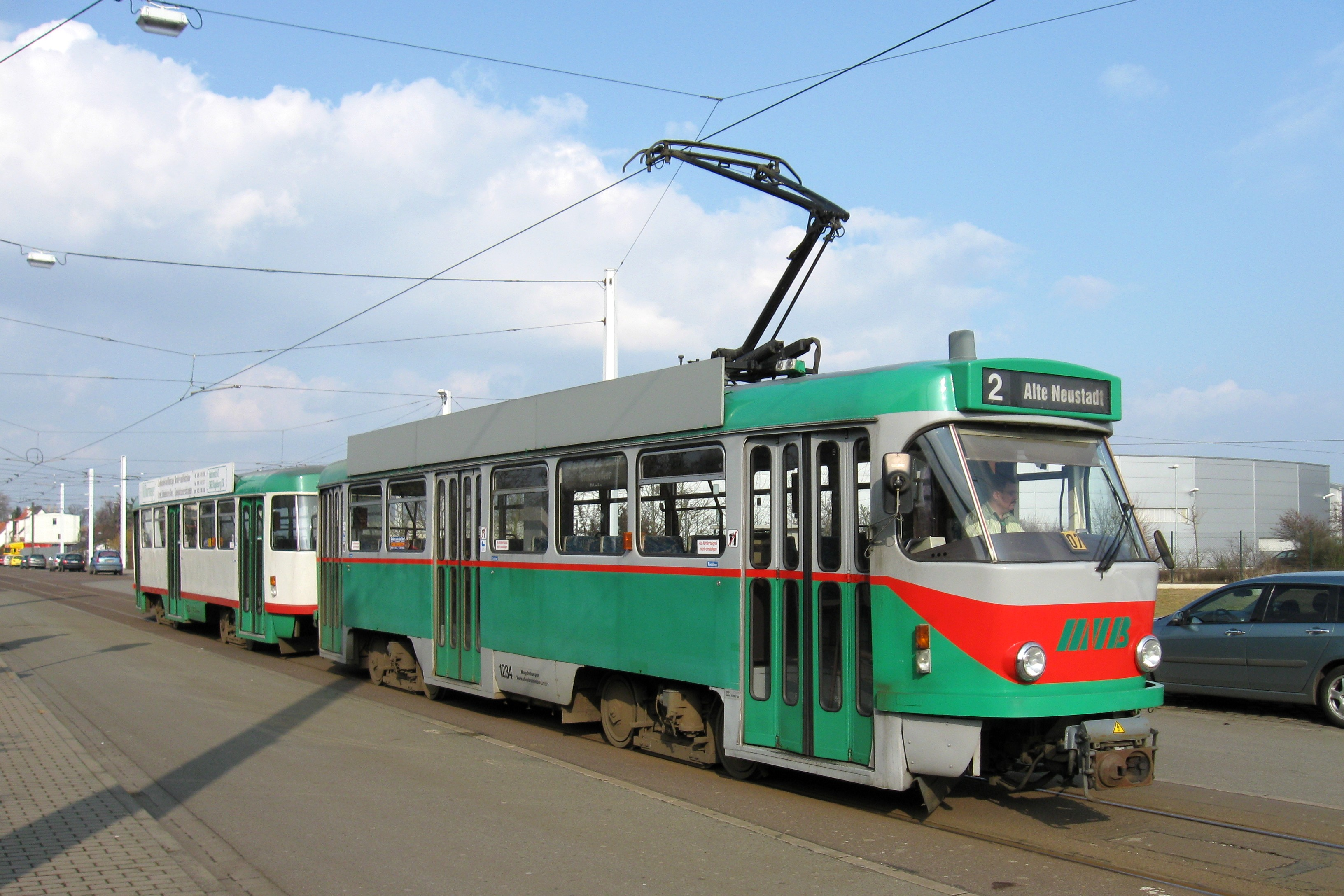
Tatrazug auf der Linie 2

### Fahrzeuge im Linienverkehr
Die Hauptlast des Straßenbahnverkehrs tragen die Gelenktriebwagen des Typs NGT 8D. Hiervon sind seit der letzten Lieferung Ende 2012 83 Stück mit den Betriebsnummern 1301 bis 1383 im Bestand. Die Fahrzeuge 1301 bis 1325 wurden vom Waggonbau Dessau hergestellt, die Fahrzeuge ab Betriebsnummer 1326 wurden vom Waggonbau Bautzen und im Folgenden der ALSTOM LHB GmbH gebaut. Im Jahr 2011 begann der Einsatz von Zugkombination aus NGT 8D und modernisiertem Tatra-Beiwagen B6A2, wovon 11 Züge im Einsatz sind. Die Tatra-Beiwagen wurden von den Berliner Verkehrsbetrieben erworben, umlackiert und modernisiert. Sie verkehren im Wesentlichen auf den Linien 2, 9 und 10 und ersetzten die Tatra-Großzüge. Bereits seit 2002 verkehren am Wochenende, nachts und an Feiertagen ausschließlich Fahrzeuge vom Typ NGT 8D.
Obwohl am 27. Januar 2013 offiziell der Tatra-Abschied begangen wurde, gab es weiterhin Einsätze teilmodernisierter Fahrzeuge vom Typ T6A2 und B6A2 auf allen Linien außer der 6 und 9. Hierfür standen als Betriebsreserve vier Trieb- und zwei Beiwagen zur Verfügung, die normalerweise zu drei Zwei-Wagen-Zügen gekuppelt waren. Alle anderen Fahrzeuge dieses Typs wurden bis zum Frühjahr 2014 aufgrund von Hochwasserschäden verschrottet.
Am 28. Januar 2024 fand der zweite Abschied des Typs T6A2/B6A2 statt. Zu diesem Zeitpunkt waren noch zwei Trieb- und ein Beiwagen im Einsatz. Am 28. März endete offiziell der Betrieb dieses Typs in ganz Deutschland.
Bis 2012 wurden an Werktagen noch Straßenbahnzüge aus den Triebwagen des Typs Tatra T4DM mit den dazugehörigen Beiwagen B4DM eingesetzt. Die Tatra-Fahrzeuge waren in Magdeburg seit 1969 im Betrieb und wurden seitdem mehrmals modernisiert und rekonstruiert. Die Typenbezeichnungen der modernisierten Fahrzeuge sind durch ein zusätzliches M ergänzt worden. 19 Triebwagen T4D und acht Beiwagen B4D wurden im August 2013 in die rumänische Stadt Oradea abgegeben.
Im Jahr 2020 kauften die Magdeburger Verkehrsbetriebe acht Tatrawagen des Typs KT4DM aus Berlin, um den bestehenden Fahrzeugengpass zu mildern und um auf der Linie 10 zum Rothensee wieder einen 10-Minuten-Takt einrichten zu können. Diese Bahnen verkehren teilweise in Traktion auf allen Linien außer 2, 6 und 9.

Im Juli 2020 veröffentlichten die MVB eine Ausschreibung zur Beschaffung von bis zu 63 Fahrzeugen (davon 35 fest und 28 optional) mit der MVB-seitigen Bezeichnung NGT 10D sowie deren Ersatzteilversorgung und Instandhaltung für 24 Jahre. Die Betriebsaufnahme war dabei noch für das Jahr 2023 vorgesehen. Im Juni 2021 wurde der Auftrag an Alstom vergeben, welches Fahrzeuge der Plattform Flexity Classic angeboten hatte. Das erste der beiden Vorserienfahrzeuge, Wagen 1402, wurde zum Testbetrieb im September 2024 an die MVB ausgeliefert. Dieses wurde am 25. September auf einem Fest anlässlich des Jubiläums zu 125 Jahren elektrischer Straßenbahn in Magdeburg der Öffentlichkeit vorgestellt. Wagen 1401 wurde am 26. Februar 2025 aus Bautzen angeliefert. Ab März 2025 sollen die Wagen 1401 und 1402 dann zu Mess- und Testzwecken im Stadtverkehr unterwegs sein, darauf sollen dann auch Schulungen für das Personal der MVB beginnen. Die Zulassung für den Betrieb mit Fahrgästen soll im Laufe des Jahres 2025 erfolgen. Voraussichtlich ab Mitte 2025 sollen dann auch die restlichen 33 Serienfahrzeuge angeliefert werden. Die vierteiligen Wagen sind mit 38,2 m Länge und 2,4 m Breite sowohl länger als auch breiter als die NGT 8D, der Niederfluranteil beträgt ebenfalls 70 %. Bei 92 Sitzplätzen beträgt die Gesamtkapazität 241 Fahrgäste. 

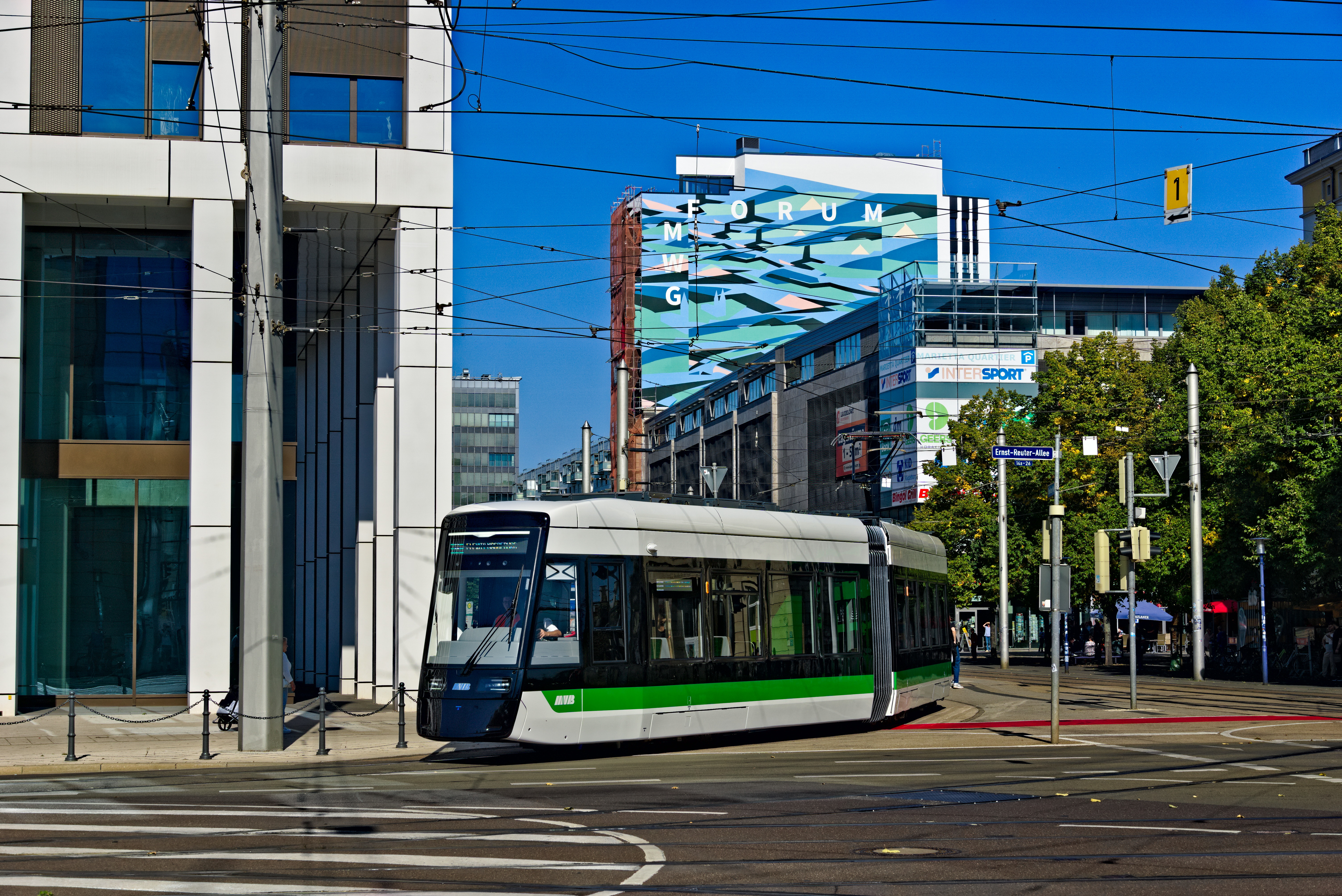
Flexity Classic bzw. NGT 10D

| Hersteller        | Typ                          | Fahrzeugnummern | Baujahre                                       | Bestellt | Bestand | Option | Länge  | Bemerkungen |
| ----------------- | ---------------------------- | --------------- | ---------------------------------------------- | -------- | ------- | ------ | ------ | --- |
| ČKD Tatra         | KT4DM                        | 1286–1293       | 1980, 1984; 1994–1996 Modernisierung durch BVG | –        | 8       | –      | 19,0 m | 2020 gebraucht aus Berlin gekauft; sollen 2025/26 ersetzt werden; 1287 und 1290 als Ersatzteilspender abgestellt |
| ČKD Tatra         | B6A2M                        | 2201–2211       | 1988–1990; 1994/95 Modernisierung durch BVG    | –        | 11      | –      | 14,5 m | mit Triebwagen NGT 8D 1301–1311; 2009 aus Berlin übernommen; 2201 als Ersatzteilspender abgestellt               |
| Waggonbau Dessau  | NGT 8D                       | 1301–1325       | 1994–1996                                      | –        | 25      | –      | 29,3 m | 1301–1311 mit Beiwagen B6A2M 2201–2211; 2011 aus Berlin übernommen                                               |
| Waggonbau Bautzen | NGT 8D                       | 1326–1353       | 1999–2000                                      | –        | 28      | –      | 29,3 m | |
| Waggonbau Bautzen | NGT 8D                       | 1354–1372       | 2002                                           | –        | 19      | –      | 29,3 m | |
| Alstom LHB        | NGT 8D                       | 1373–1383       | 2012–2013                                      | –        | 11      | –      | 29,3 m | |
| Alstom            | NGT 10D bzw. Flexity Classic | 1401–1435       | 2024–                                          | 33       | 2       | 28     | 38,2 m | Ersatz für Tatra-Fahrzeuge und erste Niederflurfahrzeuge; aktuell Fahrschulfahrten, Linienbetrieb ab September   |

### Arbeitswagen
Vier Triebwagen des Typ T4DM (728, 729, 1254, 1274II) sind als Winterdiensttriebwagen in Magdeburg verblieben und ergänzen den Arbeitswagenpark. Die Triebwagen 728 und 729 besitzen jeweils einen Schiebeschild, um die Gleise vom Schnee zu befreien. Im Jahr 2018 wurden die beiden Triebwagen 1244 und 1245, da sie überflüssig und in schlechtem Zustand waren, verschrottet.
2017 nahm die MVB einen neuen Fahrschulwagen (701) und einen Schienenschleifzug (703+704) in Betrieb. Bei diesen Fahrzeugen handelt es sich um modernisierte T6A2, die ursprünglich in Berlin im Fahrgasteinsatz waren und für den Einsatz in Magdeburg noch einmal umgebaut wurden. Der Fahrschulwagen wurde von der MVB in knapp zwei Jahren in Eigenregie umgebaut. So erhielt der Wagen einen neuen Fahrerarbeitsplatz, der denen der NGTs nachempfunden ist. Der Schienenschleifzug besteht aus zwei Wagen, die Heck-an-Heck gekuppelt zum Einsatz kommen können, um eine höhere Effektivität erzielen zu können. Der Zug besitzt außerdem eine Schienenkopfschmieranlage, die das Quietschen zwischen Rad und Schiene minimieren soll. Der Wagen 703 verfügt darüber hinaus über einen mit Kamera ausgestatteten Fahrdrahtbeobachtungsplatz, womit die Oberleitung kontrolliert werden kann. Der Umbau erfolgte durch die Fahrzeugwerke Miraustraße GmbH in Hennigsdorf von März 2015 bis Januar 2017. Der alte Fahrschulwagen des Typs T4D (774) und der Schienenschleifwagen des Typs T4D (708) bleiben vorerst im Bestand der MVB.
Darüber hinaus besitzt die MVB einen Arbeitswagen des Typs T57 vom Waggonbau Gotha aus dem Jahr 1960 mit der Betriebsnummer 702, der in der Hauptwerkstatt beheimatet ist und drei Hilfsgerätewagen des Typs T4D mit den Betriebsnummern 706, 713 und 756.
Für innerbetriebliche Transporte zwischen den Werkstätten steht eine selbstgebaute Gütertransportlore zur Verfügung. Sie trägt die Betriebsnummer 765.

### Historische Wagen
Darüber hinaus befinden sich im Museumsdepot Sudenburg einige historische Straßenbahnwagen.

## Betriebshöfe
Die Fahrzeuge werden in zwei Betriebshöfen abgestellt und gewartet. Der Betriebshof Nord befindet sich an der Strecke zum Barleber See und wurde 1974 eröffnet. Hier werden die letzten Tatrawagen und etwa 50 NGT 8D unterhalten. Während des Hochwassers 2013 wurde der Betriebshof Nord komplett überflutet und wird seitdem nur noch provisorisch betrieben. Eine durchgreifende Sanierung inkl. Erhöhung des Geländes ist bis 2027 in Bau; der Betriebshof wird faktisch 100 Meter südlich komplett neu errichtet.
Der Betriebshof Südost in Westerhüsen wurde 1921 durch die Magdeburger Vorortbahn-Gesellschaft in Betrieb genommen. Es erfolgten mehrere Modernisierungen und Erweiterungen, zuletzt im Jahr 2001. Etwa 35 NGT 8D sind hier beheimatet.
Daneben existiert eine Straßenbahn-Hauptwerkstatt in Brückfeld (eröffnet 1899). Mit Erweiterung bzw. Neubau des Betriebshof Nord soll die Hauptwerkstatt am gegenwärtigen Standort aufgegeben werden.
Mit der Umstellung auf elektrischen Betrieb 1899/1900 verschwanden die Höfe der Dampfbahn gegenüber der Hauptwerkstatt und der Pferdebahn in der Alten Neustadt. Die ehemaligen Betriebshöfe der Pferdebahn in Buckau und der Neuen Neustadt blieben bis in die 1970er bzw. 1990er Jahre in Betrieb. Der Hof am Westring wurde 2001 geschlossen.

## Museumsdepot Sudenburg

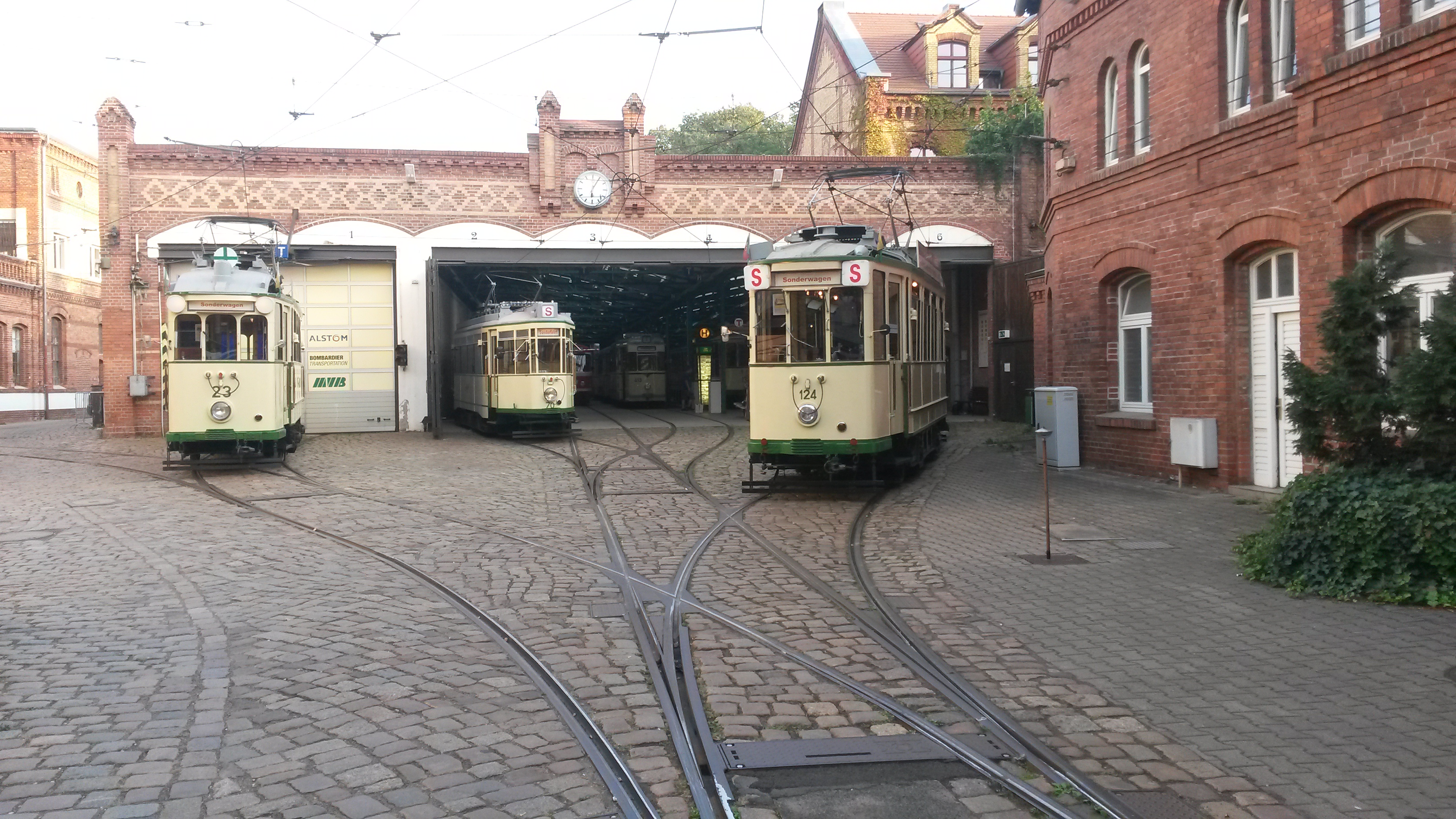
Museumsdepot Sudenburg

Das Depot in Sudenburg war von 1877 bis 1991 in Betrieb. Es wird seit dem Ende der Nutzung für den planmäßigen Betrieb für die historischen Straßenbahnen genutzt. Der Verein Interessengemeinschaft Historischer Nahverkehr & Straßenbahnen bei den MVB e. V. (IGNah) betreut die historische Fahrzeugsammlung und das Depot. Am 29. August 2016 wurde noch einmal kurzzeitig ein Linienbetrieb aufgenommen. Nach einer Wasserleitungshavarie in der Halberstädter Straße, kurz vor der Leipziger Straße war das Straßenbahnnetz geteilt und die historischen Straßenbahnen übernahmen gemeinsam mit Bussen einen Notbetrieb für einige westliche Stadtteile.

## Zukünftige Netzentwicklung: Liniennetz 2020+
Zurzeit laufen die Arbeiten an der Erweiterung des Straßenbahnnetzes bis zum Jahr 2027. Es ist geplant, mittels einer 2. Nord-Süd-Verbindung nahezu alle größeren Stadtteile per Bahn zu erreichen. Außerdem wurde die Umgestaltung des Damaschkeplatzes und des Kölner Platzes direkt am Hauptbahnhof 2022 abgeschlossen. Hier wurde eine völlig neue Fußgänger-/Straßenbahnsituation geschaffen, wobei der motorisierte Individualverkehr in ein Tunnelbauwerk direkt unter der Straßenbahn fährt und direkt darüber die Fern- und Nahverkehrszüge die Straßenbahntrasse kreuzen.
Die Magdeburger Verkehrsbetriebe kündigten Ende 2023 eine Erhöhung der Fahrleitungsspannung von 600 V auf 750 V „in den kommenden Jahren“ an. Dabei waren 26 von 28 Unterwerken erneuert und für höhere Spannungen vorbereitet.
Nach Angaben der Magdeburger Verkehrsbetriebe stellt sich der Ausbauplan folgendermaßen dar:
| Bauabschnitt | Name                              | Streckenverlauf | neue Haltestellen | Status                                                      |
| ------------ | --------------------------------- | --- | ----------------- | ----------------------------------------------------------- |
| 1            | Europaring                        | Neubau: Hst. Westring – Europaring – Gleisdreieck Europaring/Albert-Vater-Straße | 2                 | Betriebsaufnahme: 2004                                      |
| 2            | Wiener Straße                     | Neubau: Hst. Südring – Wiener Straße – Hst. Raiffeisenstraße | 1                 | Fertigstellung: November 2017 Betriebsaufnahme: August 2018 |
| 2a           | Leipziger Straße                  | Ausbau: Hst. Raiffeisenstraße – Leipziger Straße – Leipziger Chaussee – Hst. Leipziger Chaussee | 2                 | Betriebsaufnahme: Dezember 2012                             |
| 3            | Reform                            | Neubau: Hst. Leipziger Chaussee – Leipziger Chaussee – Milchstraße – Pallasweg – Zum Bördepark – Neptunweg – Juri-Gagarin-Straße | 7                 | Betriebsaufnahme: Dezember 2012                             |
| 4            | Neustädter Feld                   | Neubau: Gleisviereck Damaschkeplatz – Editharing – Magdeburger Ring – Kreuzung Albert-Vater-Straße – Kreuzung Lorenzweg – Kreuzung Am Neustädter Feld – Kritzmannstraße – Hermann-Bruse-Platz                                                     | 7                 | Baubeginn: 2018 Geplante Betriebsaufnahme: bis 2026/27      |
| 5            | Ebendorfer Chaussee               | Neubau: Hermann-Bruse-Platz – Kritzmannstraße – Burgstaller Weg – Milchweg – Hst. Milchweg | 2                 | Baubeginn: Anfang 2023 Geplante Betriebsaufnahme: 2026/27   |
| 6            | Kannenstieg                       | Neubau: Hst. Milchweg – Johannes-R.-Becher-Straße – Kreuzung Johannes-R.-Becher-Straße/Helene-Weigel-Straße | 3                 | Baubeginn: 2018 Betriebsaufnahme: November 2021             |
| 7            | Raiffeisen- und Warschauer Straße | Neubau: Hst. Raiffeisenstraße – Raiffeisenstraße – Warschauer Straße – Kreuzung Warschauer Straße/Schönebecker Straße Ausbau: Kreuzung Schönbecker Straße/Benediktinerstraße – Schönebecker Straße – Kreuzung Schönebecker Straße/Budenbergstraße | 4                 | Baubeginn: 2018 Betriebsaufnahme: Dezember 2020             |
|              | Hauptbahnhof                      | Ausbau: Gleisviereck Damaschkeplatz – Ernst-Reuter-Allee – Hst. City Carré | 1                 | Baubeginn: April 2017 Betriebsaufnahme: August 2020         |

Nachdem die Planungen zu einer ursprünglichen Trassenführung durch die Straße Am Krökentor und die damit verbundene Linienführung verworfen wurde, stellten die MVB im Jahr 2017 das folgende mögliche Liniennetz vor, an dem aber weitere Modifizierungen möglich sind:
| Linie | Strecke (mit wichtigen Haltestellen) | Fahrzeit      | Haltestellen  | Abweichung zum Netz von 2015 |
| ----- | --- | ------------- | ------------- | --- |
| 1     | IKEA oder Kannenstieg – Milchweg – Kastanienstraße – Opernhaus – Alter Markt – Breiter Weg – Hasselbachplatz – Leipziger Chaussee                                      |               | 27/28 & 28/29 | keine Änderung im Linienweg zwischen IKEA und Alter Markt, ab Alter Markt neuer Straßenbahnlinienweg. Ab Milchweg werden alternierend die Strecken zum Kannenstieg oder zu IKEA bedient. |
| 2     | Sudenburg – Halberstädter Straße – Südring – Westring – Damaschkeplatz/ZOB – Alter Markt – Opernhaus – Alte Neustadt (Lostauer Straße)                                 |               | 24            | keine Änderung in der Relation Alte Neustadt – Alter Markt, ab Alter Markt neuer Straßenbahnlinienweg                                                                                    |
| 3     | Klinikum Olvenstedt – Olvenstedter Platz – Hauptbahnhof – Hasselbachplatz – Warschauer Str. – Wiener Str. – Südring – Sudenburg                                        |               | 28/29         | keine Änderung in der Relation Klinikum Olvenstedt – Hauptbahnhof, ab Hauptbahnhof neuer Straßenbahnlinienweg nach Sudenburg                                                             |
| 4     | Klinikum Olvenstedt – Olvenstedter Platz – Hauptbahnhof Nord – City Carré – Allee-Center – Heumarkt – Cracau (Pechauer Platz)                                          | ca. 27 min    | 21/22         | keine Änderung im Linienweg |
| 5     | Messegelände – Nordbrückenzug – Alter Markt – Hauptbahnhof Nord – Olvenstedter Platz – Europaring – Südring – Wiener Straße – Warschauer Str. – Buckau – Salbker Platz |               | 35/36         | keine Änderung in der Relation (Herrenkrug -) Messegelände – Alter Markt, ab Alter Markt zum Hauptbahnhof, von dort neuer Straßenbahnlinienweg                                           |
| 6     | Diesdorf – Westring – Hauptbahnhof Nord – Allee-Center – Arenen – Messegelände – Herrenkrug                                                                            | ca. 29 min    | 21            | baustellenbedingte Änderung im Linienweg |
| 8     | IKEA oder Kannenstieg – Milchweg – Neustädter Feld (Hermann-Bruse-Pl.) – Hauptbahnhof Nord – City Carré – Hasselbachplatz – Buckau – Salbker Platz – Westerhüsen       |               | 35/36 & 36/37 | Neuer Straßenbahnlinienweg. Ab Milchweg werden alternierend die Strecken zum Kannenstieg oder zu IKEA bedient.                                                                           |
| 9     | Neustädter See – Kastanienstraße – Alter Markt – Hauptbahnhof Ost – Hasselbachplatz – Leipziger Chaussee – Reform                                                      | ca. 40 min    | 36            | baustellenbedingte Änderung im Linienweg |
| 10    | Sudenburg – Südring – Hasselbachplatz – Domplatz – Alter Markt – Opernhaus – Kastanienstraße – Rothensee (– Barleber See)                                              | 38 min/41 min | 29/30 & 32/33 | baustellenbedingte Änderung im Linienweg |

Die verschiedene Anzahl an Haltestellen innerhalb der Linien kommt durch die Richtungshaltestellen Goethestraße (nur Rtg. Hauptbahnhof) und Goldschmiedebrücke (nur Rtg. Alter Markt/City Carré) und alternierende Endhaltestellen zustande.
Die Straßenbahnlinien 1, 2, 4, 6, 8, 9 und 10 sollen in der Hauptverkehrszeit im 10-Minuten-Takt fahren. Die Bahnen der Linien 3 und 5 fahren dann im 20-Minuten-Takt.
Des Weiteren gibt es bereits Ideen und Studien über das Liniennetz 2020+ hinaus, die eine Neubaustrecke vom Kroatenweg (Endhaltestelle Sudenburg) bis zum Stadtteil Ottersleben in Betracht ziehen.